# 下北鎮區 (阿肯色州夏普縣)
下北鎮區（英語：Lower North Township）是位於美國阿肯色州夏普縣的一個行政鎮區。

## 地方資料
下北鎮區的面積為94.43平方千米，當中陸地面積為94.30平方千米，而水域面積為0.13平方千米。根據2010年美國人口普查的數據，當地共有人口497人，而人口密度為每平方千米5.26人。